# Кукунорская равнина
Кукуно́рская равни́на — равнина в Китае, между хребтами Циншилин на северо-востоке и Кукунор на юго-западе, в пределах горной системы Наньшань.
Высота равнины составляет 3200—3400 м. Центральную часть занимает озеро Кукунор. Равнина сложена преимущественно песчаниками и известняками, перекрытыми лёссами. Поверхность расчленена широкими и короткими речными долинами. На севере преобладает мягко-увалистый рельеф, на юге — подгорные наклонные равнины.
Климат умеренно холодный; количество осадков составляет 250—400 мм в год. Господствуют горно-степные ландшафты с ковыльно-разнотравно-злаковой растительностью. Основные занятие населения — кочевое скотоводство (овцеводство, коневодство, верблюдоводство), местами выращивание ячменя и пшеницы. В южной части равнины проходит участок автомобильной дороги Синин — Лхаса.